# Топола
Топола је градско насеље и седиште истоимене општине у Шумадијском округу. Према попису из 2022. у насељу је живело 4.588 становника.

## Етимологија
Топола се по први пут помиње као насеље за време аустријске окупације северне Србије (1717—1739). У попису пограничних нахија Србије после пожаревачког мира (1717) налазила се у крагујевачком дистрикту под именом Допала. Топола се звала првобитно село Каменица због истоимене речице. На самом друму ка Београду, код места званог Кречане, било је једно дрво тополе, и ту су се кириџије заустављале, одмарале и договарале за састанке „код тополе”. Тако је старо име села Каменице замењено новим Топола.

## Географија
Простире се у подножју брда Опленац на 80 km од Београда, 42 km од Крагујевца, 40 km од Горњег Милановца и 12 km од Аранђеловца. Окружена је долином Каменице, долином Јасенице, Опленцом и његовом листопадно - четинарском шумом. У граду са надморском висином центра од око 250 m влада умерено-континентална клима са просечном температуром од 11 °C.

## Историја
Овај простор се нагло насељава Србима који после Косовске битке узмичу под налетом Османлија. Успомена на стара насеља се очитава у многим селима око Тополе у виду старих и напуштених гробаља. Пролазили су овим подручјем ратни вихори, смењивале и поново враћале разне управе разних царевина, расељавало и досељавало становништво захваћено и двема великим сеобама од којих је она из 1690. била највећих размера. Због разних видова константног отпора народ са овог простора туђинским властима је овај део Србије увек био несигурно подручје. Шумски комплекс ове средине је био непокориво царство слободе. На овом простору, непосредно поред Тополе у селу Марковац (код Младеновца) заселак Црквине је умро први српски деспот Стефан Лазаревић (1427. године). Доказ о овоме постоји на великом каменом обележју у порти цркве у Црквинама. Обележје је израђено од венчачког мермера и натпис из 1427. године је још увек читљив. До забуне у историјским списима да је деспот умро у Стојнику (општина Аранђеловац) долази због тога што је цео тај крај некада припадао Стојнику. Такође до забуне у неким историјским списима долази и због постојања још једног Стојника подно Космаја према Београду. На југу од Тополе је 20. јуна 1459. године пао као последње упориште деспотовине, утврђен град Рудник. У Тополи, као успомена на то време, један заселак носи назив Деспотовица. Са западне стране на свега сат хода на падинама планине Венчац где су му били двори, отцепио се 1510. године властелин Павле Бакић у пратњи својих копљаника, поставши ускоро последњи српски деспот у Угарској (1525-1537).

### Постанак
Топола се звала првобитно село Каменица због истоимене речице. Данашњу варошицу основао је Карађорђе Петровић око 1781. године на десној обали речице Каменице. Ово Карађорђево насеље је уништено у Првом српском устанку, када је Кучук-Алија пустошећи Шумадију 1804. године у налету на Тополу запалио Карађорђеву кућу. Друга фаза насељавања и територијалног развоја Тополе, почела је изградњом утврђеног града 1805. године. Вожд је на месту своје уништене куће саградио нову, на два спрата, а поред ње и друге зграде. Све је то оградио палисадама са пушкарницама. На тај начин је Топола постала утврђено стратегијско насеље. Са успешним развојем српског устанка Топола као Карађорђева престоница добија и већи политички значај. Карађорђе је почев од 1808. па до 1813. године преуредио и још јаче утврдио свој град изградивши високе, широке и јаке спољне зидове, куле стражаре, конаке, школу, цркву и друге зграде. Топола је постала центар државног живота, зборно место народа из ослобођених и неослобођених крајева. У њој се примају страни посланици за преговоре и договоре. Упоредо са варошицом развијало се и село Топола. Иако је нахија била са центром у Крагујевцу, Топола је по значају била испред као престоница устаничке Србије где је насељен вожд.

### Развој
Тек што је завршен Карађорђев град пропашћу Првог српског устанка и Топола је тешко пострадала. Турци су порушили град и грађевине а од њих су остали само зидови рушевине. Полет у развоју Тополе осетио се доласком на власт Карађорђевог сина Александра. Обновио је очеву задужбину што је изазвало јаче насељавање па се развила чаршија са обе стране друма Београд-Крагујевац са лепим зградама и дућанима. Повратак Обреновића на власт 1858. године се осетио и у Тополи и њеном даљем развоју. Намесништво које је управљало у име малолетног Милана Обреновића, а после погибије кнеза Михаила 1868. године је Карађорђев град као државно власништво понудило на јавну лицитацију. Народ из околних села и Тополе је успео да сакупи новац и откупио је Карађорђеву цркву за своју црквену општину. Карађорђев град је и даље пропадао запуштен и препуштен сам себи, и времену. Остаци Карађорђевог града у Тополи су те 1877. године постали уточиште побуњеном другом лепеничком батаљону. Тополска буна је унела доста панике у редове обреновићеваца, тим пре што се ширила и вест о доласку Петра Карађорђевића на престо. То је натерало кнеза Милана Обреновића да на министарској седници 27. новембра 1877. донесе указ о увођењу ванредног стања у лепенички и јасенички срез. Донета је одлука да се у Тополу упути војска под коју су чиниле једна чета пешадије из Београда и три чете пешадије из Смедерева, ескадрон коњаника и топовска батерија. Војска под командом пуковника Јовановића је брзо угушила побуну и већ 29. новембра, у поподневним сатима заузела Тополу. По наређењу пуковника и уз благослов кнеза Милана Обреновића војска је кренула да руши остатке Карађорђевог града. Доласком на власт краља Петра I (1903) Топола се почиње развијати и добијати све већи значај а већ наредне године варошица се одваја од села и постаје самостална општина и трговачко-занатско насеље.
Решењем краља од 9. августа 1885. године насеље је добило статус варошице.

## Знаменитости
Обнављајући Тополу, Карађорђе је нарочиту пажњу посветио зидању цркве Пресвете Богородице. Као оснивач династије, он је подигао себи задужбину и у њој своју породичну гробницу. Градња цркве је почела 1811. године и зидана је на свод, са једним кубетом и звонаром у југоисточној кули од тврђаве, у којој су била три звона изливена у београдској тополивници. То су прва звона која су се огласила у слободној Србији. Црква је била покривена ћерамидом, а кубе клисом. Гробница је постављена у цркви уз иконостас. Завршни радови и патосирање пода каменом из Студенице, ентеријер и живописи урађени су до јула 1813. У јесен исте године Србија је окупирана а Турци су цркву запалили. Тада је изгорео и иконостас који је изградио Зограф Јеремија Михајловић а фреске у цркви, дело устаничког војводе Петра Николајевића Молера су нагрђене (свецима су боли очи, и одсецали носеве и уши). Краљ Петар I Карађорђевић је на Опленцу подигао задужбину цркву Светог Ђорђа у којој су гробови умрлих чланова династије Карађорђевић а градња је трајала од 1910. до 1930. године а око ње су изграђени у парковском простору Петрова кућа, као стан за свештеника, Краљева и Краљичина вила и Задужбински дом, садашњи хотел. Краљ Александар је 19. октобра 1922. открио споменик изгинулим Тополцима.
Данас Тополу карактерише и надалеко позната Опленачка берба, манифестација која се одржава сваке јесени као доказ традиције производње вина на овом подручју. Тако се Топола развила у својеврстан шумадијски туристичко-културни центар са добром саобраћајном повезаношћу и богатим природним мотивима.
Овде се налазе Културни центар Топола, Карађорђева црква у Тополи, ОШ „Карађорђе“ (Топола), Библиотека „Радоје Домановић“ Топола и Поклонички крст.

## Демографија
У насељу Топола (варошица) живи 4348 пунолетних становника, а просечна старост становништва износи 39,1 година (37,4 код мушкараца и 40,6 код жена). У насељу има 1811 домаћинстава, а просечан број чланова по домаћинству је 2,99.
Ово насеље је великим делом насељено Србима (према попису из 2002. године), а у последња три пописа, примећене су осцилације у броју становника.
|             | \| Демографија[3] \| Демографија[3] \| Демографија[3] \| \| Година \| Становника \| Становника \| \| -------------- \| -------------- \| -------------- \| \| 1948. \| 965 \| \| \| 1953. \| 1.467 \| \| \| 1961. \| 1.761 \| \| \| 1971. \| 2.876 \| \| \| 1981. \| 3.482 \| \| \| 1991. \| 4.592 \| 4.506 \| \| 2002. \| 5.422 \| 5.546 \| \| 2011. \| 4.973 \| \| \| 2022. \| 4.588 \| \| |            |
| Демографија | |            |
| Година      | Становника | Становника |
| 1948.       | 965 |            |
| 1953.       | 1.467 |            |
| 1961.       | 1.761 |            |
| 1971.       | 2.876 |            |
| 1981.       | 3.482 |            |
| 1991.       | 4.592 | 4.506      |
| 2002.       | 5.422 | 5.546      |
| 2011.       | 4.973 |            |
| 2022.       | 4.588 |            |

| Етнички састав према попису из 2002.‍ | Етнички састав према попису из 2002.‍ | Етнички састав према попису из 2002.‍ | Етнички састав према попису из 2002.‍ | Етнички састав према попису из 2002.‍ |
| ------------------------------------ | ------------------------------------ | ------------------------------------ | ------------------------------------ | ------------------------------------ |
|                                      |                                      |                                      |                                      |                                      |
| Срби                                 | Срби                                 |                                      | 5.171                                | 95,37%                               |
| Црногорци                            | Црногорци                            |                                      | 38                                   | 0,70%                                |
| Југословени                          | Југословени                          |                                      | 29                                   | 0,53%                                |
| Хрвати                               | Хрвати                               |                                      | 9                                    | 0,16%                                |
| Албанци                              | Албанци                              |                                      | 7                                    | 0,12%                                |
| Македонци                            | Македонци                            |                                      | 6                                    | 0,11%                                |
| Словенци                             | Словенци                             |                                      | 3                                    | 0,05%                                |
| Роми                                 | Роми                                 |                                      | 3                                    | 0,05%                                |
| Руси                                 | Руси                                 |                                      | 2                                    | 0,03%                                |
| Чеси                                 | Чеси                                 |                                      | 1                                    | 0,01%                                |
| Украјинци                            | Украјинци                            |                                      | 1                                    | 0,01%                                |
| Муслимани                            | Муслимани                            |                                      | 1                                    | 0,01%                                |
| Бугари                               | Бугари                               |                                      | 1                                    | 0,01%                                |
| непознато                            | непознато                            |                                      | 134                                  | 2,47%                                |

| \| \| м \| \| \| ж \| \| ? \| 18 \| \| \| 22 \| \| 80+ \| 29 \| \| \| 53 \| \| 75—79 \| 47 \| \| \| 89 \| \| 70—74 \| 104 \| \| \| 131 \| \| 65—69 \| 137 \| \| \| 140 \| \| 60—64 \| 132 \| \| \| 171 \| \| 55—59 \| 121 \| \| \| 134 \| \| 50—54 \| 196 \| \| \| 264 \| \| 45—49 \| 257 \| \| \| 231 \| \| 40—44 \| 194 \| \| \| 272 \| \| 35—39 \| 158 \| \| \| 182 \| \| 30—34 \| 152 \| \| \| 155 \| \| 25—29 \| 171 \| \| \| 185 \| \| 20—24 \| 213 \| \| \| 205 \| \| 15—19 \| 236 \| \| \| 194 \| \| 10—14 \| 192 \| \| \| 163 \| \| 5—9 \| 138 \| \| \| 132 \| \| 0—4 \| 115 \| \| \| 89 \| \| Просек : \| 37,4 \| \| \| 40,6 \| |      |  |  |      |
| |      |  |  |      |
| | м    |  |  | ж    |
| ? | 18   |  |  | 22   |
| 80+ | 29   |  |  | 53   |
| 75—79 | 47   |  |  | 89   |
| 70—74 | 104  |  |  | 131  |
| 65—69 | 137  |  |  | 140  |
| 60—64 | 132  |  |  | 171  |
| 55—59 | 121  |  |  | 134  |
| 50—54 | 196  |  |  | 264  |
| 45—49 | 257  |  |  | 231  |
| 40—44 | 194  |  |  | 272  |
| 35—39 | 158  |  |  | 182  |
| 30—34 | 152  |  |  | 155  |
| 25—29 | 171  |  |  | 185  |
| 20—24 | 213  |  |  | 205  |
| 15—19 | 236  |  |  | 194  |
| 10—14 | 192  |  |  | 163  |
| 5—9 | 138  |  |  | 132  |
| 0—4 | 115  |  |  | 89   |
| Просек : | 37,4 |  |  | 40,6 |

| Година пописа     | 1948. | 1953. | 1961. | 1971. | 1981. | 1991. | 2002. |
| ----------------- | ----- | ----- | ----- | ----- | ----- | ----- | ----- |
| Број домаћинстава | 327   | 474   | 603   | 958   | 1.170 | 1.481 | 1.811 |

| Број чланова      | 1   | 2   | 3   | 4   | 5   | 6  | 7  | 8 | 9 | 10 и више | Просек |
| ----------------- | --- | --- | --- | --- | --- | -- | -- | - | - | --------- | ------ |
| Број домаћинстава | 323 | 428 | 375 | 441 | 142 | 78 | 19 | 4 | 1 | 0         | 2,99   |

| Пол    | Укупно | Неожењен/Неудата | Ожењен/Удата | Удовац/Удовица | Разведен/Разведена | Непознато |
| ------ | ------ | ---------------- | ------------ | -------------- | ------------------ | --------- |
| Мушки  | 2.165  | 662              | 1.384        | 68             | 42                 | 9         |
| Женски | 2.428  | 522              | 1.385        | 394            | 117                | 10        |
| УКУПНО | 4.593  | 1.184            | 2.769        | 462            | 159                | 19        |

| Пол    | Укупно                    | Пољопривреда, лов и шумарство | Рибарство                            | Вађење руде и камена | Прерађивачка индустрија       |
| ------ | ------------------------- | ----------------------------- | ------------------------------------ | -------------------- | ----------------------------- |
| Мушки  | 985                       | 43                            | 0                                    | 38                   | 261                           |
| Женски | 923                       | 23                            | 0                                    | 9                    | 212                           |
| Укупно | 1.908                     | 66                            | 0                                    | 47                   | 473                           |
|        |                           |                               |                                      |                      |                               |
| Пол    | Производња и снабдевање   | Грађевинарство                | Трговина                             | Хотели и ресторани   | Саобраћај, складиштење и везе |
| Мушки  | 49                        | 34                            | 182                                  | 58                   | 61                            |
| Женски | 22                        | 10                            | 206                                  | 55                   | 22                            |
| Укупно | 71                        | 44                            | 388                                  | 113                  | 83                            |
|        |                           |                               |                                      |                      |                               |
| Пол    | Финансијско посредовање   | Некретнине                    | Државна управа и одбрана             | Образовање           | Здравствени и социјални рад   |
| Мушки  | 30                        | 15                            | 55                                   | 54                   | 24                            |
| Женски | 41                        | 15                            | 78                                   | 104                  | 75                            |
| Укупно | 71                        | 30                            | 133                                  | 158                  | 99                            |
|        |                           |                               |                                      |                      |                               |
| Пол    | Остале услужне активности | Приватна домаћинства          | Екстериторијалне организације и тела | Непознато            | Непознато                     |
| Мушки  | 23                        | 0                             | 0                                    | 58                   | 58                            |
| Женски | 29                        | 0                             | 0                                    | 22                   | 22                            |
| Укупно | 52                        | 0                             | 0                                    | 80                   | 80                            |

## Спорт
- ФК Карађорђе Топола
- OK Карађорђе Топола